# Christian Cellay
Christian Ariel Cellay (Buenos Aires, 5 settembre 1981) è un ex calciatore argentino, di ruolo difensore.

## Palmarès

### Club

#### Competizioni internazionali
- Coppa Libertadores: 1

Estudiantes: 2009